# Ján Paško
Ján Paško (11. června 1925 Slovenská Ľupča – 27. února 1978 Bratislava) byl funkcionář KSČ a veřejný činitel.
Jeho otec byl Ondrej Paško, matka Marie rozená Potančoková, manželka Blanka rozená Kopečná.

## Životopis
Vyučil se obuvníkem, v letech 1953–1956 studoval na Vysoké škole politické v Moskvě, kde získal titul RSDr. Během druhé světové války byl účastníkem Slovenského národního povstání, po osvobození pracoval zejména v mládežnickém hnutí a zastával řadu funkcí v rámci KSČ. Pracovník 1948–1949, vedoucí odboru a zástupce vedoucího oddělení Krajského výboru KSČ v Banské Bystrici, v letech 1971–1978 byl ministrem a předsedou Výboru lidové kontroly SSR v Bratislavě. Přispíval do stranického tisku.

## Ocenění
- 1963 Vyznamenání Za zásluhy o výstavbu
- 1975 Řád práce